# Julien Tortora
Julien Tortora est un comédien et metteur en scène de théâtre français.

## Filmographie
- 2000 : Le Choix de Thomas de J.L Lorenzi avec Mathieu Simonet
- 2004 : Prisonnier (C.M) de E. Faure avec Sébastien Roch
- 2004 : Affaires secrètes de P. Roussel avec Frédéric Van den driessche
- 2004 : Menteur ! Menteuse ! de H. Helman avec Line Renaud et Pierre Mondy
- 2004 : Jaurès, naissance d'un géant de Jean-Daniel Verhaeghe avec Philippe Torreton
- 2005 : Les Rois maudits (épisodes 2 à 5) de Josée Dayan avec Jeanne Moreau, Philippe Torreton, Gérard Depardieu
- 2005 : Désiré Landru de Pierre Boutron avec Patrick Timsit
- 2005 : L'Affaire Christian Ranucci : Le Combat d'une mère de D.G Deferre avec Catherine Frot
- 2005 : Une juge sous influence de J.L Bertucelli avec Line Renaud
- 2006 : Le Piano oublié d' H. Helman avec Jacques Perrin
- 2006 : Livrez-nous Grynszpan de Joël Calmettes
- 2006 : Le Clan Pasquier de J.D Verhaeghe avec Valérie Kaprisky, Bernard Le Coq, Raphael Personnaz, Mathieu Simonet
- 2007 : Versailles, le rêve d'un roi de T. Binisti avec Samuel Theis, Jerome Pouly
- 2007 : Dans la peau d'un autre de C. Chevalier avec Stephane Guerin Tillié, Laurence Arné
- 2007 : Raboliot de J.D. Verhaeghe avec Thierry Fremont, Grégory Montel
- 2008 : Charlotte Corday de Henri Helman
- 2008 : L'Abolition de J.D Verhaeghe avec Charles Berling, Gérard Depardieu
- 2008 : Clara, une passion française de S. Grall avec Hanna Schygulla, Francis Perrin
- 2008 : La Saison des immortelles de H. Helman avec Olivier Marchal, Isabelle Renauld (Prix des collégiens de la Charente-Maritime / TV Mag)
- 2008 : Ah, c'était ça la vie ! de F. Apprederis avec Deborah François, Claude Brasseur, Ludmila Mikael
- 2009 : La Liste de Christian Faure avec Eric Cantona, Daniel Russo, Stephane Guerin Tillié
- 2009 : Presque célèbre de J.M Thérin avec Tonya Kinzinger, Maxime Van Laer, Philippe Lelièvre, Vanessa Guide
- 2009 : Section de recherches de G. Marx avec Linda Hardy, Xavier Deluc, Alexandra Vandeernoot
- 2009 : Empreintes criminelles de C. Bonnet avec Pierre Cassignard, Julie Debazac
- 2010 : Le Pain du diable de Bertrand Arthuys (TV) avec Samuel Labarthe, Aurélien Recoing
- 2010 : Marthe Richard de T. Binisti avec Clémentine Célarié, Arnaud Giovaninetti
- 2011 : Inquisitio ( épisodes 5-6-7-8) de N. Cuche avec Aurélien Wiik, Anne Brochet, Bastien Bouillon
- 2011 : Le Grand Georges de F. Marthouret avec Xavier Gallais, Aurélien Recoing, Thomas Chabrol (Grand Prix du Syndicat Français de la Critique de Cinéma - Meilleure fiction TV 2013)
- 2011 : Simple question de temps de Henri Helman avec Line Renaud, Olivier Minne, Alain Doutey
- 2011 : Maman je t'aime. Ps: Lâche moi! de A. Pidoux avec Jacky Nercessian, Alexis Michalik
- 2012 : Les 12 coups de minuit (C.M) de J. Chauvelot
- 2013 : Stanley (Série Web/épisodes 1 à 10) de Edoardo Agostinelli
- 2013 : Une femme dans la Révolution de Jean-Daniel Verhaeghe avec Alexandre Brasseur, Grégory Gadebois, Alex Lutz
- 2014 : Sans toi c'est nul (C.M) de S. Rossi
- 2014 : Stavisky, l'escroc du siècle de C-M Rome avec Tomer Sisley, Francis Renaud, Isabelle Gélinas
- 2014 : Je suis un Gland (C.M) de M. Ravel
- 2015 : Contre enquête : Mort d'un héros de H. Helman avec Isabel Otero
- 2015 : Mallory de F. Guérin avec Philippe Caroit, Alix Bénézech
- 2016 : La Mante d'Alexandre Laurent, avec Carole Bouquet, Fred Testot, Frederique Bel, Jacques Weber
- 2017 : Les Impatientes de J.M Brandolo, avec Noémie Lvovsky, François Morel
- 2019 : Le canal des secrets de J. Zidi, avec Aurelien Wiik, Anne-Lise Hesme
- 2020 : HPI de Laurent Tuel, avec Audrey Fleurot, Mehdi Nebbou
- 2020 : Les héritiers de J.M Brondolo, avec Hippolyte Girardot
- 2021 : Constance aux enfers de G. Morel avec Miou-Miou
- 2021 : Rendez-vous avec le crime de M. Marcaggi, avec Arié Elmaleh, Marius Colucci
- 2025 : Les Ailes collées de Thierry Binisti

## Théâtre
- 2002 : Il ne faut jurer de rien d'Alfred de Musset. Mise en scène Idriss. Tournée.
- 2012 : Ladies Night de A. Mc Carty, S. Sinclair, J. Collard. Théâtre de l'Alhambra de Paris. Captation en direct sur France 2 du festival de Ramatuelle, avec Linda Hardy
- 2014 : La Sanction de J. Barbier. Mise en scène Idriss. Théâtre de l'Archipel de Paris / Théâtre du roi René au festival d'Avignon.
- 2015 : Ladies Night de A. Mc Carty, S. Sinclair, J. Collard. Mise en scène J. Tortora & R. Suissa. Théâtre du Palais des Glaces, avec Clara Morgane

- 2022 : La tristesse des anges - Fiction radio (Épisodes 4 & 5) pour France Culture, de Laurence Courtois.
- 2023 : La soeur de Jesus Christ - Fiction radio pour France Culture, de Laurence Courtois.
- 2024 : Le coeur de l’homme - Fiction radio pour France Culture, de Laurence Courtois.